# Elcano Montes
Gli Elcano Montes sono una struttura geologica della superficie di Plutone.